# HD 49331
HD 49331，又名BD-08 1558，SAO 133679、HR 2508，是一颗恒星，视星等为5.07，位于銀經220.53，銀緯-4.93，其B1900.0坐标为赤經6h 42m 50.5s，赤緯-8° -4.93′ 22″。